# 爱极乐

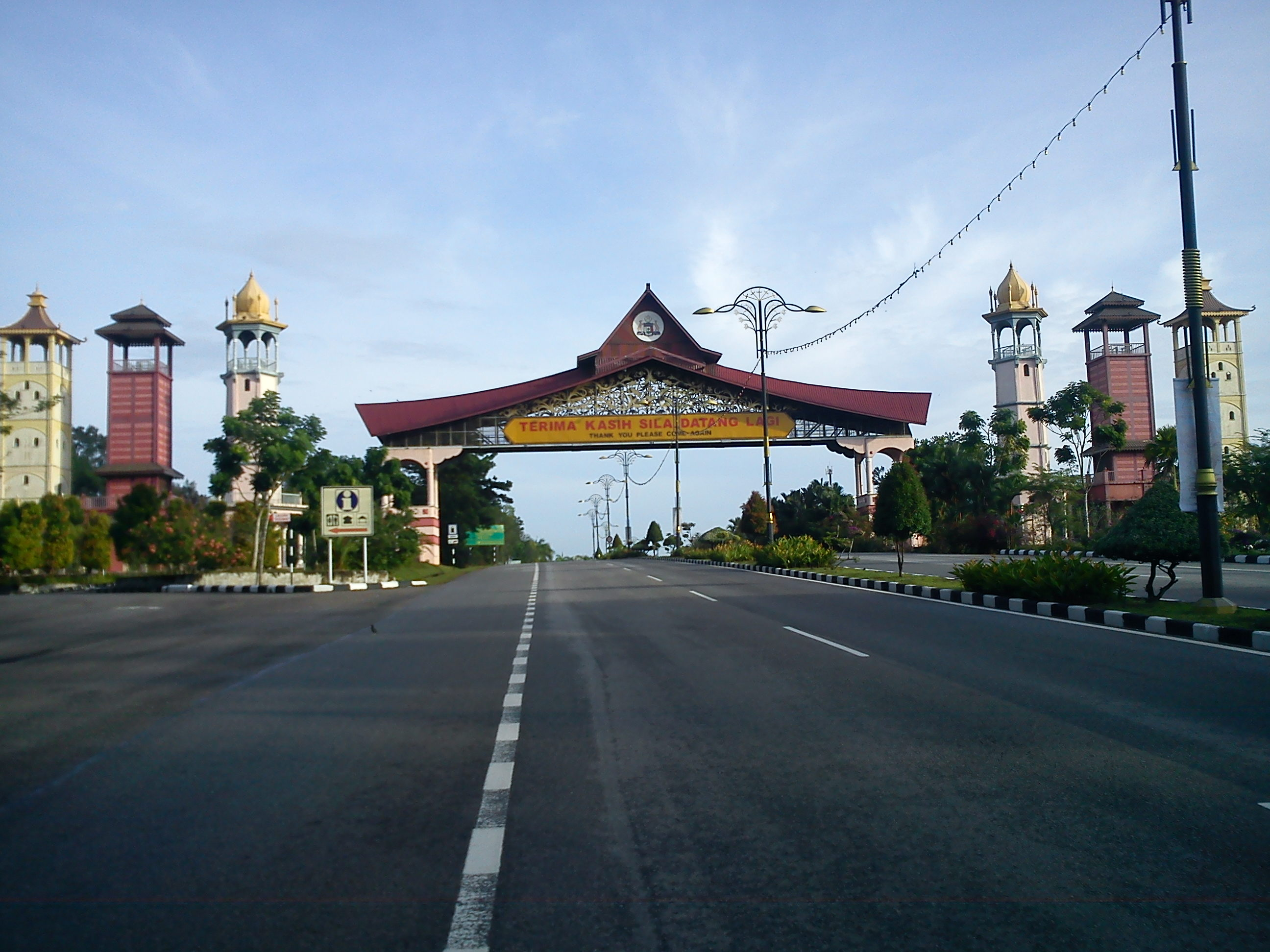
爱极乐入口大門

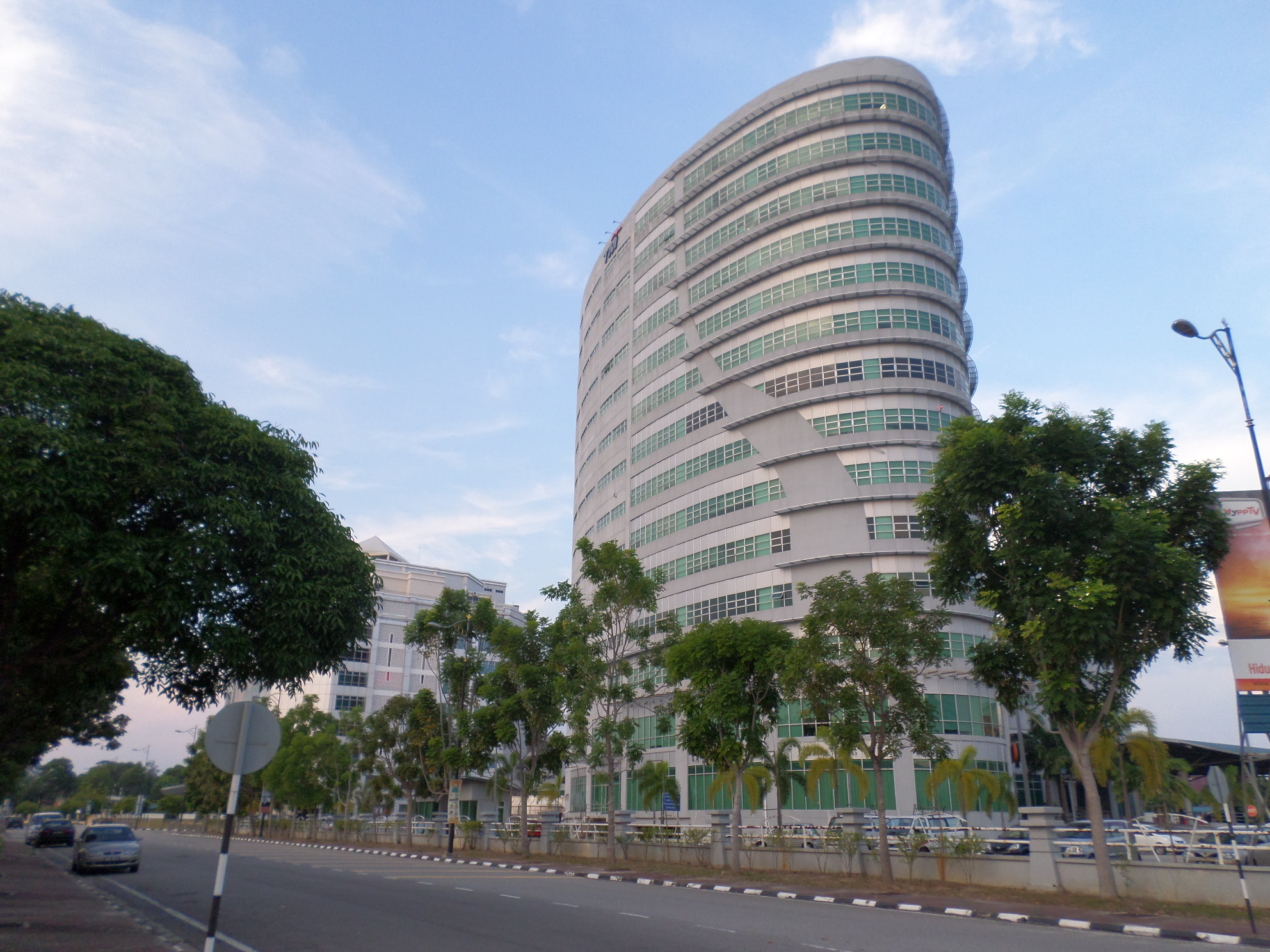
爱极乐

爱极乐為位於马来西亚马六甲的城鎮，區域內設有爱极乐工業區及Taman Tasik Utama工業區。為马六甲马尼帕尔医学院和马六甲动物园的所在地。